# Игнит
Игнит — упразднённый населённый пункт в Нижнеудинском районе Иркутской области России. Входил в состав Уковского муниципального образования. Исключен из учётных данных в 2023 году.

## География
Находится примерно в 84 км к юго-западу от районного центра.

## История
В январе 2023 года внесен законопроект об упразднении Игнита.
Упразднён Законом Иркутской области от 06.04.2023 № 29-ОЗ «Об упразднении отдельных населенных пунктов Иркутской области и о внесении изменений в отдельные законы Иркутской области»

## Население
| 2002 | 2010 | 2011 | 2012 |
| ---- | ---- | ---- | ---- |
| 9    | ↘3   | →3   | →3   |

По данным Всероссийской переписи, в 2010 году в населённом пункте проживали 3 человека (2 мужчины и 1 женщина).